# 畑俊六
畑 俊六（はた しゅんろく、1879年〈明治12年〉7月26日 - 1962年〈昭和37年〉5月10日）は、日本の陸軍軍人。最終階級は元帥陸軍大将。偕行社会長。位階勲等は従二位勲一等功一級。陸海軍を通した全元帥の最後の生き残りであった。
兄・英太郎は陸軍省軍務局長や関東軍司令官を務めた陸軍大将、長男・俊八は陸軍技術大尉。

## 生涯

### 生い立ち

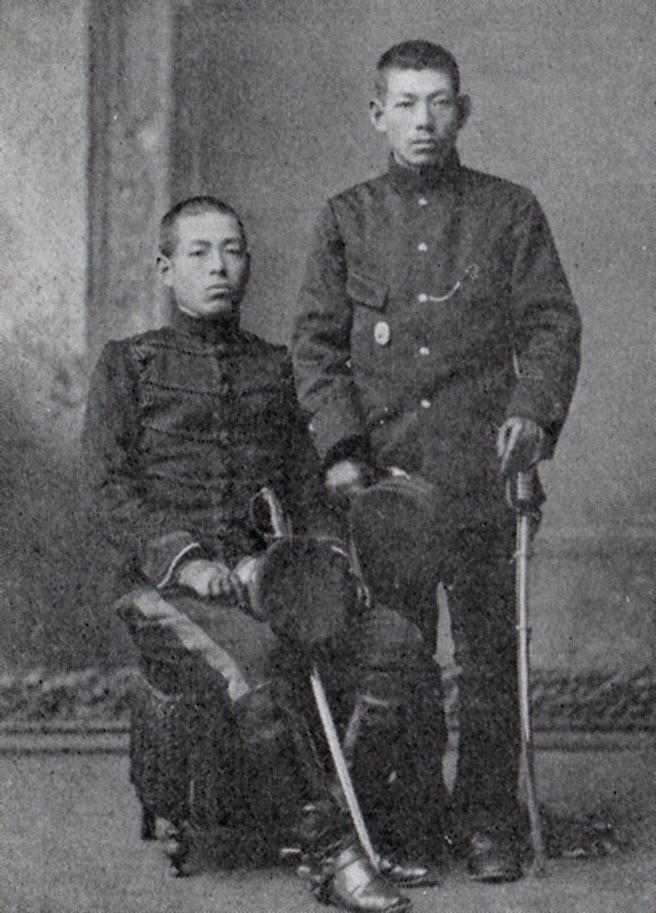
日露戦争出征直前の畑兄弟(左：俊六 右：英太郎)

父は旧会津藩士・畑能賢。6歳のとき四谷尋常小学校入学、のち12歳のときに父の転勤に従い函館へ。函館・弥生小学校高等科4年在学時の13歳のとき一等賞を授与される。父が46歳で死去したことに伴い上京。14歳のときに東京府尋常中学校（のちの東京府立第一中学校）入学。

### 軍歴
以後、陸軍中央幼年学校を経て、1900年（明治33年）に陸軍士官学校（12期を11番/655名、砲兵科では中根壽郎、渡邊良三、小出忠義に次いで4番）を卒業。中尉で日露戦争に従軍し負傷。1910年（明治43年）に陸軍大学校（第22期、1番/51名）を卒業する。卒業式における御前講義のテーマは「奉天会戦ニ於ケル鴨緑江軍」。
ドイツ大使館付武官補佐官・参謀本部作戦班長・参謀本部作戦課長兼軍令部参謀・航空本部長など作戦関係の要職を歴任し、参謀本部第四・第一部長、砲兵監、第十四師団長、1936年（昭和11年）に台湾軍司令官。翌1937年（昭和12年）に陸軍大将に昇任し、軍事参議官・陸軍教育総監を兼任する。同年には、林銑十郎らと共に首班指名候補に推される。南京事件に対して、中支那派遣軍司令官松井石根大将らの交代を陸軍大臣に進言した。翌1938年（昭和13年）には松井の代わりに中支那派遣軍司令官となり、徐州戦、武漢作戦を指揮した。
1939年（昭和14年）に侍従武官長に就任時も昭和天皇の信任が厚く、「陸相は畑か梅津を選ぶべし」との言葉から侍従武官長をわずか3ヶ月で辞め、同年8月に成立した阿部内閣の陸軍大臣に就任した。天皇は温厚で誠実な俊六を陸相に据えることで、阿部との一中コンビで日独伊三国同盟や支那事変での陸軍の暴走に歯止めを掛けると期待されていたが、膠着状態を脱することはできなかった。なお、陸相在任中に戦陣訓も考案した。

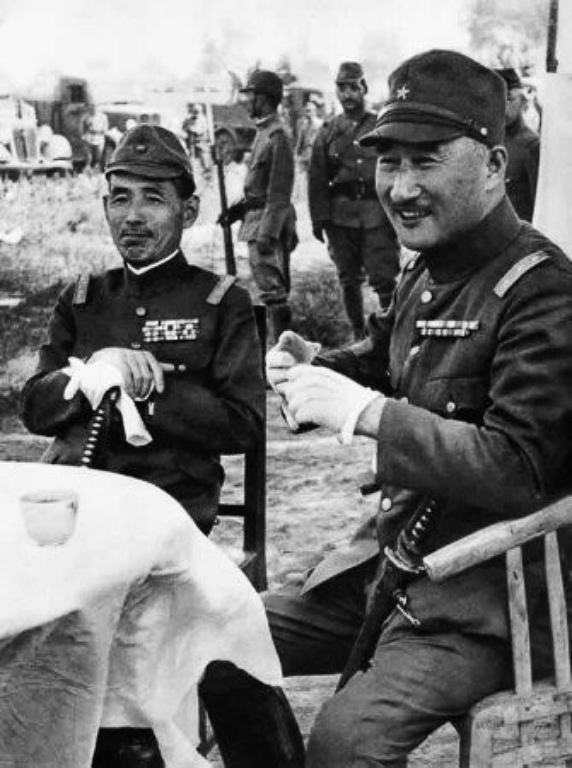
1938年、徐州における畑俊六大将（左）と寺内壽一大将

阿部内閣が倒れると、畑は後継の本命の一人であったが実現せず、続く米内内閣でも天皇から内閣への協力を厳命されて陸相を留任した。しかし、陸軍は倒閣運動を開始、近衛による「新体制運動」も乗っ取る形で陸軍の翼賛運動に変えていった。陸軍は日独伊三国同盟締結を進めるべきとして、外交政策の一新を唱え、ついに次長澤田茂の代筆による参謀総長閑院宮載仁親王からの書簡を受けて、畑は陸相を単独辞任、陸軍（具体的には三長官会議）は後任陸相も出さず、米内内閣は瓦解することとなった。当時の陸軍の横暴の片棒を担いだという非難を生涯受け続けることとなったが、このときの経緯につき畑が弁解することはなかった。また、東京裁判においても、この米内内閣倒閣の件が、畑の罪状において最も重視されることとなる。

### 太平洋戦争
1941年（昭和16年）に支那派遣軍総司令官となり在職中の7月に、ドイツ軍の対ソ攻勢に呼応して関東軍特種演習が発動されて対ソ戦が企図されると、畑は野田謙吾総参謀副長及び松谷誠参謀を参謀本部に派遣し、「目下は鋭意支那事変解決に専念の要あり」と具申させ、対ソ戦発動中止の一因を作った。また、太平洋戦争の開戦に際しても、「日米交渉は、何としても成功させてほしい」との意見を持ち、土橋勇逸総参謀副長と松谷参謀を再度参謀本部に派遣して前回同様支那事変解決を優先すべきと意見具申したが、塚田攻参謀次長より「支那事変解決のためには米英の対蒋援助を遮断する必要がある」と反論され、具申は通らなかった。
太平洋戦争が始まると、太平洋やビルマの戦いで日本軍が劣勢になる1944年（昭和19年）に元帥となっている。畑は日本陸海軍で最後に元帥府に列された軍人となった。また、同年末には中国戦線において大陸打通作戦を指揮、中華民国軍とアメリカ軍に大勝利を収め国民を喜ばせた。
1945年（昭和20年）4月、小磯内閣総辞職後の後継を決める重臣会議で東條英機から総理に推されたが、他の重臣達が鈴木貫太郎を推したため、就任は実現しなかった。同月、本土決戦に備えて第2総軍（西日本防衛担当、司令部広島市）が設立されると、その司令官となる。同年8月6日の広島市への原子爆弾投下により、国鉄広島駅付近で被爆するも奇跡的に難を逃れた。被爆直後から畑は広島市内で罹災者援護の陣頭指揮を執り、広島警備命令を発令した。その職にて終戦を迎える。
終戦間際の1945年8月14日10時、昭和天皇は御前会議の開催に先立って元帥会議を召集し、畑、杉山元（第一総軍司令官）、永野修身（元軍令部総長）の3元帥より意見を聴取した際、杉山と永野が主戦論を張るなか、畑のみは「担任正面の防御に就ては敵を撃攘し得るといふ確信は遺憾ながらなし」と率直に現状を説明、これが本土決戦の不可能を昭和天皇に確信させることになった。なお、この時畑に随行して上京した白石通教参謀は、義兄の森赳近衛第一師団長を訪ねた際に宮城事件に巻き込まれ、青年将校に殺害されている。

### 戦後

#### 東京裁判

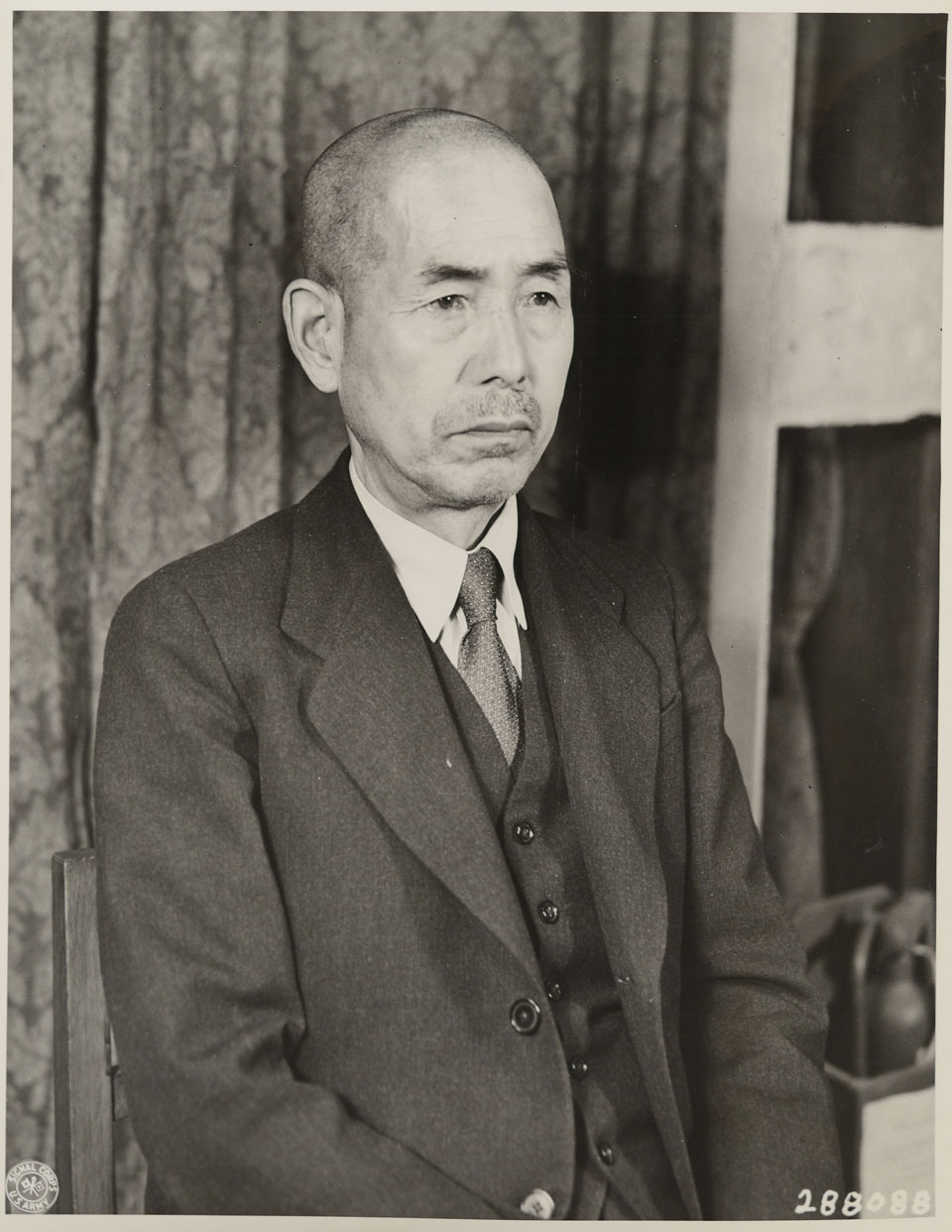
東京裁判での畑俊六

極東国際軍事裁判（東京裁判）では畑は米内内閣倒閣などの罪状を問われてA級戦犯として起訴される。占領軍の見解では、米内内閣は戦前で最後の親英米派内閣であり、前述のように、この米内内閣を倒閣したという理由で畑が起訴されたのである。
しかし、この危機に弁護側証人として東京裁判に出廷した米内は、当時は内閣倒閣の陰謀が進められていて、むしろ畑も三国同盟に反対だったために圧力をかけられ、陸相辞任を迫られたのだと思うと回答した。検察側は、当時の新聞記事等を証拠に畑は早くから三国同盟に積極的で米内に総辞職を迫っていたのではないかとの質問に対し「思い出せません」「覚えがありません」「わかりません」「（証拠書類が）よく見えません」「そんなことはありませんでした」などと徹底して、認めることはなかった。
一方で、首席検事のキーナンは「あれは米内が畑をかばったのだ。日本側の証人を何百人も見たが、あんな人はいない。国際軍事法廷で普通の人間にあれだけの芝居が出来るものではない」と米内の意図を見抜き、感服していた。陸相単独辞任・内閣倒閣は畑本人の本意ではなく、陸軍という組織の歯車の一つとして動かざるを得なかったことを米内はよくわかっていたのである。キーナンは若槻禮次郎、宇垣一成、岡田啓介らと共に米内を「ファシストに抵抗した平和主義者」として賞賛し、のちに私的な晩餐会に招いて歓待した。
東京裁判の終わり頃にはA級の平和に対する罪だけでは死刑になることはなく、BC級の捕虜・民間人の虐待・虐殺といった一般の戦争犯罪に関与しない限り、死刑になることはないという観測が取材記者らに広がっていた。しかし、畑はA級の平和に対する罪だけではなく、訴因54の「違反行為の命令、授権、許可による法規違犯」と訴因55の「違犯行為防止責任無視による法規違犯」のBC級の一般の戦争犯罪に対する罪においても起訴されていた。結局、畑は張鼓峰やノモンハン事件等を除く殆どのA級の戦争の共同謀議・遂行責任と、BC級では訴因54では無罪ながら訴因55で有罪となり、終身禁錮の判決を受けた。6年間の服役後、1954年（昭和29年）に仮釈放を受けて出所した。

#### 開戦（太平洋戦争）と海軍の責任について
戦後に巣鴨に収監されていたとき、畑はその日誌に、太平洋戦争の開戦につき、海軍は陸軍の中国大陸での活躍への嫉妬や功名争いから莫大な予算をとって厖大な艦隊を作り一仕事してたまらない処にたまたま日米交渉決裂が起ったので日米の大戦争となった、海軍はその大艦隊を惜気もなく潰滅させて戦後戦犯となると総てを陸軍に押し付けて涼しい顔をして怪しからん、と記し、さらに東京裁判で陸軍の者が6人も死刑となったのに海軍は死刑になった者が一人もいないのは妙だとまで書いている。
また、回想メモの一つには、海軍につき、「結果思はしからずと見れば宣伝是努め凡ての責任を陸軍に転嫁したり。今次の戦争の如き（略）海軍さへ到底戦争出来ずと云へば勃発すべき筈なきに、主脳部の態度頗不明瞭にして首相一任と言う如き極めて狡猾な態度をとり、悲惨なる敗戦の結果となるや、開戦の責陸軍にありと宣伝是努むるが如き、其心情唾棄すべく武士の風上にも置けぬ代物なり」とも書き、口を極めて罵っている。
しかし、海軍出身で総理となった米内光政については、東京裁判で畑を庇ってくれたことで別段の思いがあったのか、畑はのちに「当時、後難をおそれ、弁護側の証人に立つことを回避するのが一般の雰囲気であったのに、米内大将は敢然として私の弁護のために法廷に立たれ、裁判長の追及と非難を物ともせず、徹頭徹尾、私が米内内閣の倒閣の張本人でなかったことを弁護されたことは、私の感銘措く能わざるところであって、その高邁にして同僚を擁護する武将の襟度は、真に軍人の鑑とすべくこの一事は米内大将の高潔な人格を表象して余りあると信じる」と語り、米内に対する感謝感動を終生深く忘れなかったという。
米内の没後十三回忌（満12年）を経た1960年（昭和35年）に郷里である盛岡市の盛岡八幡宮境内に彼の銅像が立てられ、故人ゆかりの人々が集まって除幕式が行われた。その式の直前に、81歳の畑が人目を避けるように黙々と周囲の草むしりをしていたのを目撃されている。

### 最期
1962年（昭和37年）、福島県棚倉町にて戦没者慰霊碑除幕式出席中に倒れ、脳内出血のため死去。82歳没。棚倉城趾には「畑俊六終焉の地」の碑が立っている。

## 戦陣訓
昭和16年（1941年）1月8日、陸軍始の観兵式で東條英機・陸軍大臣より示達された「生きて虜囚の辱を受けず、死して罪禍の汚名を残すこと勿れ」の一節が有名な陸訓第一号。岩畔豪雄によると元々は岩畔が支那事変における軍紀紊乱対策として軍人勅諭を補足した訓示を提案したところ、板垣征四郎、畑俊六両陸軍大臣、山田乙三教育総監、今村均教育総監部本部長、鵜沢尚信教育総監部第1課長、教育総監部道徳教育担当・浦辺彰、陸軍中尉・白根孝之らにより作成されたとされる。

## 年譜
- 1896年（明治29年）9月 - 陸軍幼年学校入学
- 1898年（明治31年）11月 - 同校卒業、陸軍士官学校入学（12期）
- 1900年（明治33年）11月 - 同校卒業
- 1901年（明治34年）6月 - 少尉に任官、野砲兵第1連隊付
- 1903年（明治36年）11月 - 中尉に進級
- 1905年（明治38年）
  - 4月 - 野砲兵第1連隊補充大隊中隊長
  - 6月 - 大尉に進級
- 1906年（明治39年）12月 - 陸軍砲工学校高等科卒業
- 1907年（明治40年）12月 - 陸軍大学校入学（22期）
- 1910年（明治43年）
  - 11月 - 陸大卒業
  - 12月 - 参謀本部員
- 1912年（明治45年）3月 - 駐ドイツ大使館付武官補佐官
- 1914年（大正3年）
  - 4月 - 少佐に進級
  - 8月 - スウェーデン駐在
- 1916年（大正5年）5月 - 参謀本部員
- 1918年（大正7年）
  - 7月 - 中佐に進級
  - 8月 - 軍令部参謀
  - 12月 - 欧州出張（パリ講和会議全権随員）
- 1919年（大正8年）
  - 4月 - 陸軍大学校教官
  - 12月25日 - 参謀本部作戦班長
- 1921年（大正10年）7月20日 - 大佐に進級、野砲兵第16連隊長
- 1922年（大正11年）8月15日 - 陸軍野戦砲兵学校教導連隊長
- 1923年（大正12年）8月6日 - 参謀本部作戦課長兼軍令部参謀
- 1926年（大正15年）3月2日 - 少将に進級、野戦重砲兵第4旅団長
- 1927年（昭和2年）7月26日 - 参謀本部第4部長
- 1928年（昭和3年）8月10日 - 参謀本部第1部長
- 1931年（昭和6年）8月1日 - 中将に進級、砲兵監
- 1933年（昭和8年）8月1日 - 第14師団長
- 1935年（昭和10年）12月2日 - 航空本部長
- 1936年（昭和11年）8月1日 - 台湾軍司令官
- 1937年（昭和12年）
  - 8月2日 - 軍事参議官
  - 8月26日 - 教育総監
  - 11月1日 - 大将に進級
- 1938年（昭和13年）
  - 2月14日 - 中支那派遣軍司令官
  - 12月15日 - 軍事参議官
- 1939年（昭和14年）
  - 5月25日 - 侍従武官長
  - 8月30日 - 阿部内閣で陸軍大臣を拝命、次の米内内閣でも留任
- 1940年（昭和15年）7月22日 - 陸軍大臣を単独辞任、軍事参議官
- 1941年（昭和16年）3月1日 - 支那派遣軍総司令官
- 1944年（昭和19年）
  - 6月2日 - 元帥府に列す
  - 11月23日 - 教育総監
- 1945年（昭和20年）
  - 4月6日 - 第2総軍司令官
  - 8月6日 - 広島で原爆に被爆
  - 11月 - 予備役編入
  - 12月2日 - A級戦犯として逮捕命令
- 1948年（昭和23年）
  - 1月31日、公職追放仮指定を受けた[16]。
  - 11月12日 - 東京軍事裁判で終身刑宣告
- 1954年（昭和29年）10月 - 仮釈放
- 1958年（昭和33年）
  - 4月 - 赦免
  - 7月 - 偕行社会長
- 1962年（昭和37年）5月10日 - 福島県棚倉で戦没者慰霊碑除幕式出席中に倒れ死去、満82歳

## 栄典
位階
- 1901年（明治34年）10月10日 - 正八位[17][18]
- 1904年（明治37年）2月19日 - 従七位[17][19]
- 1905年（明治38年）8月11日 - 正七位[17][20]
- 1910年（明治43年）9月30日 - 従六位[17][21]
- 1915年（大正4年）10月30日 - 正六位[17][22]
- 1920年（大正9年）11月30日 - 従五位[17][23]
- 1925年（大正14年）12月28日 - 正五位[17][24]
- 1931年（昭和6年）1月16日 - 従四位[17][25]
- 1933年（昭和8年）9月1日 - 正四位[17][26]
- 1936年（昭和11年）10月1日 - 従三位[17][27]
- 1939年（昭和14年）9月1日 - 正三位[17][28]
- 1944年（昭和19年）6月15日 - 従二位[17]

階級
- 1944年（昭和19年）6月2日 - 元帥[29]

勲章等
| 受章年                    | 略綬 | 勲章名                       | 備考 |
| ------------------------- | ---- | ---------------------------- | ---- |
| 1906年（明治39年）4月1日  |      | 功五級金鵄勲章               |      |
| 1906年（明治39年）4月1日  |      | 勲六等単光旭日章             |      |
| 1906年（明治39年）4月1日  |      | 明治三十七八年従軍記章       |      |
| 1913年（大正2年）5月31日  |      | 勲五等瑞宝章                 |      |
| 1915年（大正4年）11月7日  |      | 勲四等旭日小綬章             |      |
| 1915年（大正4年）11月7日  |      | 大正三四年従軍記章           |      |
| 1920年（大正9年）9月7日   |      | 勲三等旭日中綬章             |      |
| 1920年（大正9年）9月7日   |      | 大正三年乃至九年戦役従軍記章 |      |
| 1930年（昭和5年）12月11日 |      | 勲二等瑞宝章                 |      |
| 1934年（昭和9年）4月29日  |      | 勲一等旭日大綬章             |      |
| 1934年（昭和9年）4月29日  |      | 昭和六年乃至九年事変従軍記章 |      |
| 1940年（昭和15年）4月29日 |      | 功一級金鵄勲章               |      |
| 1940年（昭和15年）4月29日 |      | 支那事変従軍記章             |      |
| 1940年（昭和15年）8月15日 |      | 紀元二千六百年祝典記念章     |      |

外国勲章佩用允許
| 受章年                    | 国籍     | 略綬 | 勲章名             | 備考 |
| ------------------------- | -------- | ---- | ------------------ | ---- |
| 1934年（昭和9年）3月1日   | 満洲帝国 |      | 満洲国建国功労章   |      |
| 1941年（昭和16年）12月9日 | 満洲帝国 |      | 勲一位景雲章       |      |
| 1941年（昭和16年）12月9日 | 満洲帝国 |      | 建国神廟創建記念章 |      |
| 1943年（昭和18年）7月14日 | 中華民国 |      | 特級同光勲章       |      |

## 著作
- 小見山登編著 編『巣鴨日記』日本文化連合会、1977年10月。 NCID BN01708366。全国書誌番号:77012827。
  - 小見山登編著 編『元帥畑俊六獄中獄外の日誌』 前篇（巣鴨日記）、日本人道主義協会、1992年5月。 NCID BN07359328。全国書誌番号:92044714。
  - 小見山登編著 編『元帥畑俊六獄中獄外の日誌』 後篇（陋廬日誌）、日本人道主義協会、1992年5月。 NCID BN07359328。全国書誌番号:92044715。
- 伊藤隆、照沼康孝 編『陸軍 畑俊六日誌』みすず書房〈続・現代史資料 4〉、1983年3月。ISBN 9784622026549。 NCID BN00409290。全国書誌番号:83028754。
  - 伊藤隆・照沼康孝 編『陸軍 畑俊六日誌』（オンデマンド版）みすず書房〈続・現代史資料 4〉、2004年12月。ISBN 9784622061502。 NCID BA7362264X。全国書誌番号:20771530。
- 軍事史学会 編『元帥畑俊六回顧録』伊藤隆・原剛監修、錦正社、2009年7月。ISBN 9784764603295。 NCID BA90659599。全国書誌番号:21634136。

## 逸話
- 支那派遣軍総司令官時代、慰問に訪れた渡辺はま子が「誰か故郷を想わざる」を歌うと、畑から兵士までらが等しく泣き、渡辺までもらい泣きしたというエピソードがある。
- 畑は極東国際軍事裁判で終身禁固の判決を受け服役した。やはり禁固刑を受けて巣鴨プリズンで服役していた重光葵によると、畑は服役中に揮毫を求められると、決まって「馬上五十年夢又夢 俊六」と書いたという。その達筆ぶりはなかなかのもので、本人もこれだけは自慢できると誇らしげだったという。